# Tatuaje (canción)
«Tatuaje» es una canción española de 1941, compuesta por Manuel Quiroga (1899 - 1988) con letra de Rafael de León (1908 - 1982) y Xandro Valerio (1896 - 1966). Fue popularizada por Concha Piquer (1906 - 1990), llegando a ser una de las coplas más famosas de su repertorio. 

## Descripción
Tiene la peculiaridad de que combina estrofas con ritmo de vals con otras que tienen ritmo de tango.

## Versiones
Ha sido versionada por importantes cantantes españoles como Rocío Jurado, Carlos Cano, Isabel Pantoja, Ana Belén, Soledad Giménez, Maria Rodés, Carmen de Mairena o la misma hija de Concha Piquer, Concha Márquez Piquer.
En el álbum recopilatorio de temas tradicionales interpretados por nuevos artistas que se publicó en 1999 bajo el título de Tatuaje, fue grabada por Ana Belén, entre otros.

## En la cultura popular
Fue incluida en la banda sonora de la película española Canciones para después de una guerra, dirigida por Basilio Martín Patino y estrenada en 1976.
El título de la copla está vinculado a la trama y título de la novela homónima de Manuel Vázquez Montalbán. En ella, el escritor catalán hace referencia explícita a su letra en diversas partes de la obra.  